# Privileg von Mielnik
Im Privileg von Mielnik wurden dem polnischen Senat politische Vorrechte eingeräumt. Es wurde am 25. Oktober 1501 auf der Burg Mielnik in Mielnik am Bug bei Siemiatycze von König Alexander erlassen.

## Inhalt
Der Preis für die polnische Krone war für Alexander, der zuvor bereits Großfürst von Litauen war, die Unterzeichnung der Union von Mielnik und des Privilegs von Mielnik.
- die wichtigsten Entscheidungen in Polen-Litauen sollten fortan nicht mehr vom König, sondern vom Senat getroffen werden. 
- die Aufgabe des Königs wurde auf den Vorsitz im Senat beschränkt, er sollte nur noch die Beschlüsse des Senats ausführen; in Anlehnung an die Römische Republik stand dem König nur noch der Titel princeps senatus zu. 
- der König sollte das Recht, Senatoren zu ernennen, verlieren. Senatoren sollten vom Senat ernannt werden. 
- Starosten sollten nicht mehr vom König, sondern vom Senat ernannt und kontrolliert werden. 
- die Senatoren sollten nur gegenüber dem Senat Rechenschaft ablegen.
- die Senatoren sollten das Recht zum bewaffneten Widerstand gegen den König haben, falls dieser die Rechte des Senats übergehen sollte.
Bereits kurz nach der Verabschiedung der Beschlüsse von Mielnik regte sich beim Adel Widerstand gegen das Privileg und die Unionsakte, da der Adel die Gefahr sah, dass die Macht in der Adelsrepublik Polen-Litauen sich in den Händen weniger Magnatenfamilien konzentrieren würde, die die Möglichkeit hatten, eines der wenigen Senatsämter in Polen-Litauen zu bekleiden. Zum Gegner der Beschlüsse wurde ihr vorheriger Unterzeichner Johannes a Lasco. Auf sein Wirken hin wurden die Beschlüsse 1504/1505 auf den Sejms in Piotrków Trybunalski und Radom aufgehoben und durch die Verfassung Nihil Novi ersetzt.